# Kneževi Vinogradi
Kneževi Vinogradi (en hongrois : Herczegszöllös; en serbe : Кнежеви Виногради) est un village et une municipalité située dans le comitat d'Osijek-Baranja, en Croatie, sur le versant sud de Bansko Brdo, à 11 km au sud-est de Beli Manastir. Son altitude est de 103 m. Les principales activités des villageois sont l'agriculture, la viticulture, l'élevage (fermes laitières) et l'industrie laitière. Lors du recensement de 2011, Kneževi Vinogradi est la seule municipalité de Croatie avec une majorité relative de Hongrois  Au recensement de 2001, la municipalité comptait 5 186 habitants, dont 40,90 % de Hongrois, 34,34 % de Croates et 18,43 % de Serbes ; le village seul comptait 1 715 habitants.
À l'époque romaine, le village s'appelait Donatium. Suljoš, comme les gens appellent Kneževi Vinogradi, est donc l'une des plus anciennes localités de Baranja.

## Nom
Le nom du village est dérivé des mots croates « knez » (« prince » en français) et « vinograd » (« vignoble » en français), d'où la signification du nom « les vignobles du prince ». Le nom du village en serbo-croate est pluriel.
Dans d'autres langues, le village est connu en allemand sous le nom de Weingärten ou Weingärten i.d. Braunau, en hongrois sous le nom de Hercegszöllős (anciennement Herczeg-Szöllős), de Herceg ("prince" en hongrois), et en serbe sous le nom de Kneževi Vinogradi (Кнежеви Виногради).

## Histoire
Intégré au royaume de Hongrie dès le XIe siècle, Herczeg-Szöllős est occupé par les Ottomans au XVIe siècle. De la fin de l'occupation ottomane, en 1699 et jusqu'en 1918, Herczeg-Szöllős faisait partie de la monarchie autrichienne (empire d'Autriche), dans le cadre de la province de Hongrie en 1850 ; puis, après le compromis de 1867, du Royaume de Hongrie. La région a été attribuéeau nouveau Royaume des Serbes, Croates et Slovènes en 1918. La ville fait partie du territoire croate depuis 1945 (république socialiste de Croatie dans le cadre de la Yougoslavie), puis de la Croatie indépendante depuis 1991.

## Géographie
La municipalité de Kneževi Vinogradi compte 9 localités :
| - Jasenovac - Kamenac - Karanac - Kneževi Vinogradi - Kotlina | - Mirkovac - Sokolovac - Suza - Zmajevac |

## Caractéristiques
Kneževi Vinogradi est une municipalité sous-développée qui est statistiquement classée comme Zone de préoccupation spéciale de l'État de première catégorie (en) par le gouvernement croate.

## Démographie

### Municipalité
Groupes ethniques (2001)
- Hongrois (40,9 %)
- Croates (34,34 %)
- Serbes (18,43 %)
- Allemands (1,95 %)
- Autres (4,38 %)

Selon le recensement de 2001, la municipalité compte 5 186 habitants, :
- Hongrois (40,9 %)
- Croates (34,34 %)
- Serbes (18,43 %)
- Allemands (1,9 5%)
- Autres (incluant des Roms, Albanais, Macédoniens, Slovènes, etc.).

### Village
Selon le recensement de 2001, le village de Kneževi Vinogradi compte 1 715 habitants : 
- Croates = 844
- Serbes = 535
- Hongrois = 275
- Autres = 61